# Cabezón de la Sal
Cabezón de la Sal är en kommun i Spanien. Den ligger i den autonoma regionen Kantabrien i norra delen av landet, 300 km norr om huvudstaden Madrid. Antalet invånare är 8 162 (2024).